# Džeita (jama)
Jama Džeita (arabsko مغارة جعيتا) je sistem dveh ločenih, a med seboj povezanih kraških apnenčastih jam, ki se raztezata v skupni dolžini skoraj 9 kilometrov. Jame so v dolini Nahr al-Kalb v kraju Džeita, 18 kilometrov severno od libanonske prestolnice Bejrut. Čeprav je bila naseljena v prazgodovini, je spodnjo jamo ponovno odkril leta 1836 častiti William Thomson; Obišče se jo lahko samo s čolnom, saj v njej teče podzemna reka, ki zagotavlja svežo pitno vodo več kot milijonu Libanoncev.
Leta 1958 so libanonski speleologi odkrili zgornje galerije 60 metrov nad spodnjo jamo, ki so opremljene z dostopnim tunelom in nizom sprehajalnih poti, ki turistom omogočajo varen dostop, ne da bi motili naravno krajino. V zgornjih galerijah je največji znani kapnik na svetu. Galerije so sestavljene iz niza komor, od katerih največja doseže višino 12 metrov.
Poleg tega, da je libanonski narodni simbol in vrhunska turistična destinacija, ima jama Džeita pomembno družbeno, gospodarsko in kulturno vlogo v državi. Bila je eden izmed 14 najboljših finalistov na tekmovanju Novih 7 čudes narave.

## Lokacija
Jama Džeita je v središču zahodnih obronkov Libanonskega gorovja, natančneje v dolini Nahr al-Kalb, njen naravni vhod je približno 100 metrov nad morsko gladino. Je 5 kilometrov  vzhodno od sredozemske obale in 18 kilometrov severno od Bejruta v mejah občine Džeita, v cazi Keserwan.

## Geologija
Jama Džeita je znotraj spodnje-srednjejurske plasti Keserouane, ki ima stratigrafsko debelino 1000 metrov in je sestavljena iz dolomita in mikritnega apnenca. Formacija Keserouane je bila izpostavljena zraku zaradi lokalnega dviga med pozno juro in zgodnjo kredo. Plasti Keserouana so po izpostavljenosti iz zraka zakrasele in bile nato v kredi zasute. V neogenu, ob končnem dvigu Libanonskega gorovja, se je ta zgodnja faza zakrasevanja ponovno aktivirala.
V dolini Nahr al-Kalb se neprepustne zgornjejurske vulkanske kamnine in spodnjekredni pesek nagibajo skoraj navpično in tvorijo hidrogeološko pregrado ter prisilijo podzemno reko Džeita na površje. Ta pregrada bi lahko bila razlog za najzahodnejše, velike jamske prostore z višinami, ki presegajo 60 metrov. Zakrasevanje apnenca Keserouane je bilo dodatno okrepljeno zaradi strme topografije območja in količine padavin nad Libanonom (več kot 1200 mm).
Razmerje skupnega naklona 1/100 je izračunano med vhodom v jamo in njenim notranjim robom. To kaže na njen gladek ravninski potek, čeprav ga včasih prekine več majhnih kaskad in brzic. Z zahoda se začne jama Džeita z velikimi dvoranami in meandri. Skozi nekaj brzic se dimenzija oži. Naprej je prostoren s Thompsonovo votlino (250 metrov dolgo in 60 metrov široko), Grand Chaos (500 metrov dolgo) in Mrouehovo dvorano (200 metrov dolgo in široko 50 metrov). Slednja dva sta tlakovana s podrtimi bloki. Jama se zaključi z vzorcem v obliki črke Y, kjer se vsak krak konča s sifonom.

## Zgodovina
Starodavni ostanki livarne so bili najdeni v manjši jami blizu reke Nahr al-Kalb, kar nakazuje, da so jamo v antiki uporabljali za proizvodnjo mečev.
Sodobno odkritje podzemne reke Džeita leta 1836 pripisujejo častitemu Williamu Thomsonu (ameriškemu misijonarju), ki se je podal približno 50 metrov v jamo. Ko je prišel do podzemne reke, je izstrelil iz pištole in nastali odmevi so ga prepričali, da je našel votlino velikega pomena.
Leta 1873 sta W. J. Maxwell in H. G. Huxley, inženirja Bejrutske vodne družbe, ter njun prijatelj prečastiti Daniel Bliss, predsednik Sirskega protestantskega kolidža (kasneje Ameriške univerze v Bejrutu), raziskovala te kaverne. V dveh ekspedicijah, izvedenih v letih 1873 in 1874, so prodrli 1060 metrov v jamo, preden so ugotovili, da njihovo napredovanje blokira podzemni slap. Slap je postal znan kot peklenske brzice, saj se voda lomi na kot britev ostrih skalah. Dr. Bliss, g. Maxwell in drugi inženirji so zapisali svoja imena in letnico na Maxwellov steber, velik apnenčast steber kakih 625 metrov od vhoda. Približno 200 metrov  naprej, v tako imenovanem Panteonu, so zapisali svoja imena in podatke o odpravi na papir, ga zaprli v steklenico in postavili na vrh stalagmita. Voda, prepojena z apnom, je od takrat prekrila steklenico s tanko belo plastjo in jo trajno pritrdila na kamen.
Med letoma 1892 in 1940 so angleški, ameriški in francoski raziskovalci izvedli nadaljnje ekspedicije. Njihove odprave so jih pripeljale do globine 1750 metrov.
Od leta 1940 so libanonski raziskovalci prodrli še globlje v jamo Džeita. Mnogi od teh jamarjev so člani Speleo Club du Liban (Libanonski jamarski klub), ki ga je leta 1951 ustanovil prvi libanonski speleolog Lionel Ghorra. Njihove ekspedicije so razkrile velik podzemni sistem, ki je zdaj raziskan v skupni dolžini skoraj 9 kilometrov.
Leta 1958 so bile spodnje kaverne odprte za javnost, medtem pa je raziskovanje še vedno potekalo predvsem s strani Libanonskega jamarskega kluba. To raziskovanje je vodilo do odkritja dvignjene suhe veje jame, ki se je pozneje imenovala zgornje galerije.
Leta 1962 je Spéléo Club prispeval k študiji zgornjih galerij z namenom zagotoviti dostopni tunel, ki naj bi ga izkopali za namene turističnega razvoja. Dela na dostopnem predoru so se začela leta 1968. Njegovi otvoritvi je sledila postavitev niza sprehajalnih poti, ki so turistom omogočale varen dostop do zgornjih galerij, ne da bi motili naravno krajino.
Leta 1969 je bil v jami koncert z elektronsko glasbo francoskega skladatelja Francoisa Bayla v počastitev otvoritve zgornjih galerij. Ta dogodek je organiziral libanonski umetnik in kipar Ghassan Klink. V tem nenavadnem okolju so se odvijali tudi drugi kulturni dogodki, vključno s koncertom svetovno priznanega nemškega skladatelja Karlheinza Stockhausna novembra 1969 in leta 2008, s koncertom klasične glasbe libanonsko-armenskega skladatelja in pianista Guya Manoukiana.
Kaverne so bile zaprte za javnost zaradi libanonske državljanske vojne leta 1978; oba predora, ki vodita do spodnje in zgornje galerije, sta bila uporabljena za shranjevanje streliva, zunanje zgradbe pa za vojaške namene. Jame so ponovno odprli leta 1995 in ostajajo ena ključnih naravnih znamenitosti države.

## Arheologija
Džeita I (včasih imenovana tudi Nahr-el-Kelb) je suha jama, 56 metrov globoko vzhodno od izvirske jame, od koder teče reka, in je z njo povezana z ozkimi kanali. Prvič jo je leta 1833 opazil Botta, izkopal pa Godefroy Zumoffen na dveh mestih v letih 1898, 1900, 1908 in 1910. Kasneje jo je izkopal Auguste Bergy z materiali iz obeh izkopavanj, ki so zdaj v Muzeju libanonske prazgodovine, Arheološkem muzeju Ameriška univerza v Bejrutu in zasebni zbirki dr. Giguesa. Henri Fleisch je opazil stopnjo zgornjega paleolitika z nadaljnjimi najdbami, vključno z poliranimi neolitskimi kosi, primitivnimi črepinjami, žganimi kostmi in strgali. Jacques Cauvin je opazil podobnosti teh najdb z obdobjem Néolithique Moyen v Biblosu. Dokazi o kasnejši poselitvi so vključevali bronastodobni trinožni lonec, ki ga je našel oče Fleisch, in črepinjo posode, ki naj bi segala v zgodnjo bronasto dobo v Biblosu.
Džeita II (Dahr el-Mghara) je skalno zavetje, ki je na ploščadi, nad in enako oddaljeno med suho jamo Džeita I in vhodom v jamo v Džeita III. Izkopavanja sta opravila Duc de Luynes in Lartet leta 1864, Zumoffen leta 1900 in 1908 ter Bergy leta 1930. Najdenih je bilo veliko število orodij iz kremena, kosti in ognjišča, ki so bila pripisana Aurignacianu. Francis Hours je leta 1964 opravil nadaljnja izkopavanja, ki so razkrila veliko obsežnejša, globlja in bogatejša nahajališča, kot se je prej domnevalo. Oče Hours je dovolil Lorraine Copeland, da razkrije, da zgornji material kaže značilnosti poznega zgornjega paleolitika ali zgodnjega mezolitika, verjetno vključno s Kebaranom. Izkopavanja naj bi se nadaljevala, vendar je bilo območje ograjeno in v lasti vlade.
Džeita III (Caverne) je bila usedlina rjave prsti, ki je padla z lokacije, ki naj bi bila na vzhodnem koncu Džeite II, tik znotraj vhoda v jamo, kamor turiste vodijo s čolni. Leta 1963 jo je našel Klub speleologov, izkopal pa oče Hours. Orodje iz kremena, najdeno v nahajališču, je bilo geometrijsko oblikovano in se domneva, da je oblika natufijskega ali poznejšega mezolitika kot odkrito v Džeiti II, od koder je bilo morda izpodrinjeno. Oblike teh kremenov so vključevale pravokotnike z ravnim ali poševnim prirezom, vrtala, mikroreze, strgala, jedra rezil, dve prečni puščični konici, polmesece in kratke trikotnike. Nekateri polmeseci so imeli hrbtno stran z grebeni in so bili podobni tistim, ki so jih našli v Nahal Orenu. Gradivo je shranjeno v Muzeju libanonske prazgodovine.
Džeita IV (Mugharet-el-Mal) je skalno zavetje v pečini gorvodno od jame. Nekoč je vsebovao veliko količino paleolitskega materiala, ki je bil izropan in ga je Sami Karkaby, direktor kavern leta 1965, označil za neprimernega za izkopavanje. Upali so, da bo preučevanje litičnih ostankov v tem zavetišču dodatno osvetlilo paleolitske ali mezolitske skupnosti ki so naselili različna mesta v različnih obdobjih.

## Opis
Jame Džeita so kraške jame, ki so nastale v milijonih let zaradi raztapljanja apnenca. Apnenec raztopi deževnica in podzemna voda, nabita z ogljikovo kislino; ko apnenec, ki je prvotno vodoodporen, dobi razpoke, ki jih povzročijo tektonske sile, voda priteče v kamnino in začne širiti razpoke in jame za raztopino znotraj plasti. Džeita je najdaljši jamski kompleks na Bližnjem vzhodu; leži na 300 metrih nadmorske višine in ima višinsko razliko 305 metrov. Geološko gledano jame zagotavljajo predor ali pot za izhod v sili za podzemno reko, ki je glavni vir Nahr al-Kalb.
Jama Džeita je najdlje raziskana jama v Libanonu. Po dolgih letih raziskovanja so speleologi prodrli približno 6200 metrov od vstopne točke spodnje jame do skrajnega konca podzemne reke in približno 2130 metrov zgornjih galerij.

### Zgornja jama
Zgornja jama Džeita ima skupno dolžino 2130 metrov, od katerih je samo 750 metrov dostopnih obiskovalcem po posebej zasnovani pešpoti; dostop do preostalega dela jame je bil omejen, da bi preprečili ekološko škodo, ki bi lahko nastala zaradi množice turistov. Zgornja jama vsebuje veliko koncentracijo različnih kristaliziranih formacij, kot so stalaktiti, stalagmiti, stebri, gobe, jezerca, zavese in draperije. Zgornja galerija je znana po svojih formacijah, osvetljenih z učinkovitim sistemom osvetlitve. Vanjo se vstopi skozi 117 metrov) dolg betonski predor. Obiskovalcem dostopen del ima tri velike komore. Prva se imenuje Bela dvorana, druga Rdeča dvorana. Beli kapniki so čisti kalcit brez umazanije, rdečo barvo daje železov oksid (rja) v majhnih količinah. V Libanonu ima železov oksid rdečo barvo namesto rjave bež barve, ki je običajna v severnih državah. Razlog je drugačna kemijska reakcija, ki jo povzroča visoka temperatura, pri kateri nastane drugačna vrsta železovega oksida. Bela komora je srednje velika, vendar ima najbolj impresivne formacije v jami. Rdeča komora je visoka do 106 metrov in široka od 30 metrov do 50 metrov. Tretja komora je največja od vseh treh komor in ima višino več kot 120 metrov. Najdaljši kapnik na svetu je v Beli komori; meri 8,2 metra v dolžino.

### Spodnja jama
Spodnja galerija, ki ima skupno dolžino 6200 metrov, in je 60 metrov pod zgornjo galerijo. Prečka jo podvodna reka in jezero (»temno jezero«). Reka je razčlenjena z več majhnimi kataraktami in brzicami. »Thompsonova kaverna« spodnje jame je ogromna dvorana z impresivnimi kapniki, kot je stalagmit Orlovega obeliska. Druge dvorane v spodnji galeriji so Pantheon, Grand Chaos in Shangri-la. Obiskovalci se v spodnji galeriji prevažajo z električnimi čolni na razdalji 500 metrov. Pozimi je spodnji nivo zaprt, ko je vodostaj previsok.

## Gospodarski in socialni pomen
Danes je jama Džeita priljubljena jama za rekreacijo in velika turistična atrakcija. Na leto gosti približno 280.000 obiskovalcev.
Jama Džeita močno prispeva k javnemu življenju v regiji. MAPAS, podjetje, ki upravlja jamo, je pomemben delodajalec in zagotavlja zaposlitev s polnim delovnim časom za okoli 115 lokalnih prebivalcev Džeite (od tega je 30 % žensk). Poleg zaposlovanja jame Džeita prispevajo 5 % pristojbin za vstopnice lokalni občini, med 10 in 20 % splošnih prihodkov libanonskemu ministrstvu za turizem in dodatnih 10 % pristojbin za vstopnice skupaj z 10 % DDV-jem Libanonsko ministrstvo za finance.
Poleg tega jama Džeita oddaja izvir s pretokom 1–2 m³/s, ki zagotavlja svežo pitno vodo za milijon in pol prebivalcev glavnega mesta Bejrut. Vendar pa onesnaženje vode zaradi domačih in kmetijskih odtokov ostaja resna skrb, saj je nedavna analiza odkrila vse večjo prisotnost koliformnih bakterij.

## Nagrade
Leta 2002 so tedanji francoski predsednik Jacques Chirac, Svetovna turistična organizacija Združenih narodov in Svetovna banka podelili najvišjo nagrado za trajnostni razvoj v turizmu MAPAS-u (podjetju, ki upravlja območje) na vrhu v Ženevi z naslovom Nove vezi med turizmom in kulturo.
Decembra 2003 je Džeita v imenu zasebnega podjetja MAPAS s sedežem v Bejrutu prejela prestižno nagrado na petem Turističnem vrhu v Chamonixu v Franciji. Les sommets du tourisme je priznal prizadevanja MAPAS-a pri obnovi pomembnih libanonskih turističnih krajev.
Džeita Grotto je bil kandidat za natečaj Novih 7 čudes narave. Izbrana je bila med 28 finalisti in je edina jama, ki je bila izbrana med nominiranci. Fundacija New7Wonders je nova čudesa narave napovedala leta 2011. Džeita ni bilo na seznamu.
Druge nagrade in certifikati so:
- 2000 Certifikat priznanja Sukleen-Libanon za njegovo kampanjo sortiranja in recikliranja.
- 2000 Zahvala Arabskega glasbenega združenja.
- 1998 Najboljši turistični projekt libanonskega ministrstva za turizem.
- 1997 Mednarodna okoljska nagrada Nemškega potovalnega združenja (DRV).

## Druga imena
Ime jame se je od odkritja večkrat spremenilo. Sprva so ga imenovali Grottos Nahr al-Kalb, pozneje pa so ga imenovali Djaita, Jehita in končno Džeita. Nahr al-Kalb je ime reke, ki teče skozi jame, medtem ko je Džeita, kar v aramejščini pomeni šumeča voda, mesto, v katerem je vhod v jamo. Prehod iz Grottoes of Nahr al-Kalb v Džeita Grottoes se je zgodil leta 1927, ko so časopisi pogosto uporabljali slednje ime.

## Numizmatika in filatelija
Leta 1961 je Džeita postala narodni simbol, ko so libanonske oblasti izdale znamko s spodnjo votlino za spodbujanje nacionalnega turizma. G. Maroun Hajj, veslač na znamki, še vedno vodi izlete s čolni štirideset let po izidu znamke. Jama Džeita je prikazana tudi na hrbtni strani ene lire (libanonski funt) iz leta 1964.

## Popularna kultura
Več prizorov hindujskega filma Chandi Sona iz leta 1977 (v katerem igrata Sanjay Khan in Parveen Babi) so posneli na lokaciji.